# Defensa ribereña

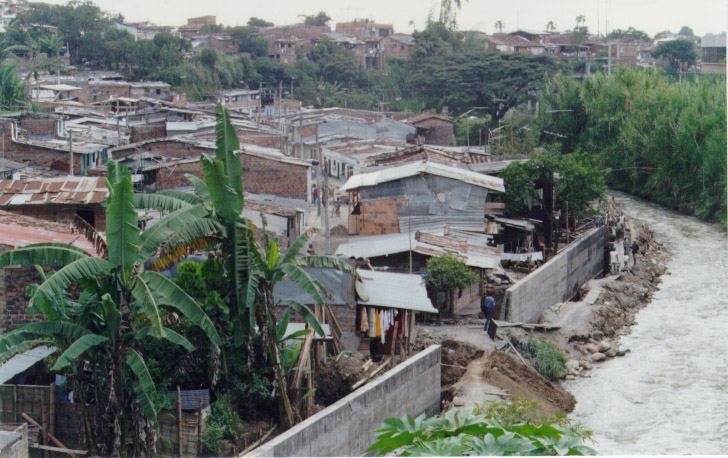
Defensa ribereña en construcción

Las defensas ribereñas son elaboradas estructuras construidas para proteger de las crecidas de los ríos las áreas aledañas a estos cursos de agua.
La protección contra las inundaciones incluye tanto los medios estructurales como los no estructurales, que dan protección o reducen los riesgos de inundación.
Las medidas estructurales incluyen las represas y reservorios, modificaciones a los canales de los ríos por otros más amplios, defensas ribereñas, depresiones para desbordamiento, cauces de alivio, obras de drenaje y el mantenimiento y limpieza de los mismos, para evitar que se obstruyan.
Las medidas no estructurales consisten en el control del uso de los terrenos aluviales mediante zonificación, los reglamentos para su uso, las ordenanzas sanitarias y de construcción y la reglamentación del uso de la tierra de las cuencas hidrográficas, a fin de no ocupar los cauces y terrenos aluviales de ríos y ramblas con edificaciones o barreras.
La forma y el material empleados en su construcción varían, fundamentalmente en función:
- de los materiales disponibles localmente;
- del tipo de uso que se da a las áreas aledañas. Generalmente, en áreas rurales se usan diques de tierra, mientras que en las áreas urbanas se utilizan diques de hormigón.[1]

## Impacto ambiental
Los potenciales impactos ambientales más importantes de las medidas estructurales para controlar las inundaciones, se basan en la eliminación del modelo natural de inundación y los beneficios que ésta trae. Los terrenos aluviales son productivos porque la inundación los hace así; ésta remueva la humedad del suelo, y deposita limos en las tierras aluviales fértiles. En las áreas áridas, posiblemente sea la única fuente de riego natural, o de enriquecimiento del suelo. Al reducir o eliminar las inundaciones, existe el potencial de empobrecer la agricultura de los terrenos aluviales (recesión), su vegetación natural, las poblaciones de fauna y ganado y, la pesca del río y de la zona aluvial, que se han adaptado a los ciclos naturales de inundación.
Con la excepción de los casos de inundación severa, los ecosistemas y las comunidades humanas de muchas áreas se han adaptado, y dependen de la inundación periódica de la tierra. Ordinariamente, la inundación llega a ser un problema solo si los eventos naturales o las actividades humanas aumentan su intensidad o frecuencia, o si el hombre invade las áreas anegadas colocando estructuras y realizando actividades que invaden u obstaculizan parte del cauce por lo que pueden requerir obras de protección.
Es necesario tomar medidas de compensación para mantener el nivel de productividad de los sistemas naturales, utilizando fertilizantes, o riego en los terrenos agrícolas, mejorando los terrenos de pastoreo, o implementando sistemas intensificados de manejo y producción de la pesca. Asimismo, si a raíz de las medidas de canalización, se reduce la frecuencia de las inundaciones, se transportarán los sedimentos que ingresan al río en las áreas altas de la cuenca hidrográfica, hasta la desembocadura del río, a menos que existan áreas de rebosamiento aguas abajo. Las cantidades más grandes de depósitos en el río pueden causar cambios físicos, mediante la sedimentación y las variaciones en los caudales de agua a la altura del estuario, el delta, o las áreas costaneras, próximas a la playa, e influir en la pesca abundante que producen estos ecosistemas. Los arrecifes de coral son, especialmente, sensibles al aumento de sedimento en los ríos, y pueden ser destruidas, irreparablemente.

### Función de represas y reservorios
En cuanto al control, es la de reducir los caudales picos, que ingresan a un área propensa a inundaciones. La operación de un reservorio para controlar inundaciones es muy diferente al de funcionamiento hidroeléctricos, o para riego. En vez de mantener altos los niveles de agua, a fin de tener una mayor carga hidrostática o fuente de agua para riego, su operación para controlar las inundaciones requiere que se mantengan bajos los niveles de agua, antes y durante la temporada de inundaciones, para tener la capacidad de almacenar las crecientes de agua. Sin embargo, la eventual liberación del agua puede causar problemas. En vez de estar inundadas a una mayor profundidad, durante un período más corto de tiempo, algunos terrenos están inundadas a una profundidad, mucho menor, pero durante un período mucho más largo. Posiblemente, esto no sea compatible con los sistemas agrícolas existentes. Los efectos ambientales de las represas y reservorios, que se tratan en detalle en un artículo específico, no serán analizados aquí.

### Medidas estructurales
Para controlar las inundaciones, en riberos y mejoramiento al canal, incrementan la capacidad del río, aumentan su velocidad de flujo, o logran los dos efectos, simultáneamente. Las modificaciones al canal que se pueden realizar son: dragarlo para que sea más ancho o profundo, limpiar la vegetación u otros residuos, emparejar el lecho o las paredes, o enderezarlo; todo esto ayuda aumentar la velocidad del agua que pasa por el sistema, e impedir las inundaciones. Al enderezar el canal, eliminado los meandros, se reduce el riesgo de que el agua rompa la orilla del río en la parte exterior de las curvas, donde la corriente es más rápida y el nivel es más alto.

#### Modificación del canal
Puede causar algunos impactos ambientales negativos. Cualquier medida que aumente la velocidad de la corriente, incrementará la capacidad del agua para causar erosión. Los problemas de erosión y sedimentación pueden ocurrir en el sitio, o aguas abajo. Al revestir los canales, se reducen o se eliminan todos los factores que impiden el flujo, pero esta práctica produce problemas estéticos y ambientales, incluyendo la reducción de la renovación de las aguas freáticas, y trastornan las poblaciones con la eliminación de los desechos del dragado. El mejoramiento del canal puede aliviar los problemas causados por las inundaciones en el área tratada; sin embargo, los picos serán más altos aguas abajo, y, simplemente, se ha transferido el problema a otra parte.

### Riberas artificiales, bordos naturales mejorados y diques
Aumentan la capacidad del canal y mantienen toda el agua dentro del mismo, con la excepción de las crecientes que sean extraordinariamente altas. Sin embargo, al igual que las medidas de mejoramiento de los canales, estas estructuras tienden a transferir el problema a las áreas situadas aguas abajo, y éstas, a su vez, sufren también, o es necesario invertir fondos públicos para implementar las medidas urgentes a fin de controlar las inundaciones en esas áreas. Los diques que se construyen en el terreno aluvial, con el propósito de excluir el agua de ciertas áreas, intervienen en la hidrología del área, y pueden tener impactos en el hábitat y el movimiento de la fauna y el ganado.
Las depresiones para desbordamiento, usualmente, son pantanos entre los riberos del río y los costados del valle. Asimismo, es posible construir depresiones artificiales para las aguas. Las depresiones de detención o embalses pequeños se emplean, a menudo, cerca de las áreas urbanas, para interceptar y recolectar el flujo antes de que llegue al río; también son efectivos para reducir los caudales picos. Las depresiones tienen un efecto positivo en cuanto al reabastecimiento de los acuíferos, y permiten que se asienten los sedimentos suspendidos, que, de otra manera, fluirían hacia el canal. Sin embargo, pueden convertirse en hábitats para los vectores de las enfermedades.

### Cauces de alivio
También llamados desvíos de caudales altos o vertederos, son canales de desvío naturales o artificiales, o conductos que envían las aguas fuera de los centros urbanos, o áreas pobladas de alta densidad. Más abajo, el agua puede ser devuelta al río, donde se originó.
Las estructuras para controlar las inundaciones son costosas. Además, dan un sentido falso de seguridad, porque la agente piensa que se ha eliminado el riesgo de inundación, en vez de sólo reducirlo. Esto les puede estimular a que aumenten el desarrollo de los terrenos aluviales, causando resultados desastrosos en el caso de una creciente inusitadamente alta, o la falla de las estructuras de control. Cada estructuta de protección se calcula para un determinado caudal, que corresponde a un tiempo medio de retorno (Tr).
Además de los impactos de las estructuras en el medio ambiente, se deben considerar los factores ambientales que influyen en el control de las inundaciones. Las infraestructuras u otras obras en el terreno aluvial, no solamente significan riesgos para la gente de allí mismo (dependiendo de su vulnerabilidad), sino que aumentan el riesgo para los vecinos y las otras personas que viven en las comunidades aguas abajo. Los edificios, por ejemplo, al obstruir el flujo del agua, pueden aumentar la altura y la velocidad de la inundación, reducir la capacidad de almacenamiento del terreno aluvial, y aumentar el caudal.
Los eventos naturales, como los incendios, ventarrones, o cambios de rumbo del río, influyen en las inundaciones. Las actividades humanas en la cuenca hidrográfica, como la talla de los árboles o el desbroce para agricultura, en general, aumentan el flujo, al igual que el labrado de los terrenos inclinados sin implementar las terrazas adecuadas, o el surcado en contorno. Al impermeabilizar el terreno de la cuenca hidrográfica y de la zona aluvial, se aumentará el caudal y el volumen de las avenidas; al instalar los sistemas de alcantarillado para tormentas, se aumentará el flujo; al instalar los sistemas de alcantarillado para tormentas, se aumentará la cantidad y velocidad del ingreso de las aguas lluvias al sistema del río.

## Medidas no estructurales o reglamentación del uso de los terrenos aluviales
Las medidas no estructurales para controlar las inundaciones, tienen el objetivo de prohibir o regular el desarrollo de la zona aluvial, o la cuenca hidrográfica, o proteger las estructuras existentes, a fin de reducir la posibilidad de que sufran pérdidas debido a la inundación. Al igual que toda medida preventiva, son menos costosas que el tratamiento (es decir, la instalación de las medidas estructurales necesarias para controlar las inundaciones). Esencialmente, las medidas no estructurales son beneficiosas, porque no tratan de regular el modelo natural de inundación del río. La filosofía actual de muchos planificadores y fomentadores de políticas, es que es mejor mantener los terrenos aluviales sin desarrollo, como áreas naturales de desbordamiento. Sin embargo, si existe desarrollo en la zona aluvial, se deberá utilizar control no estructural, conjuntamente, con las medidas estructurales.
La zonificación es un medio efectivo para controlar el desarrollo del terreno aluvial. Al destinar el terreno a la agricultura, los parques y las áreas de conservación, se protege la zona aluvial, y se previenen los usos del terreno que sean vulnerables a los daños causado por las inundaciones. Como las tierras húmedas cumplen una función natural de control, es de particular importancia implementar zonificación para prohibir las actividades en estas áreas que puedan reducir su capacidad de almacenamiento de agua.
Los reglamentos de las ordenanzas de zonificación pueden prohibir, o especificar, los tipos y funciones de las estructuras que pueden ser construidas en el cauce del alivio, o en el terreno aluvial, para reducir el riesgo de inundación. Por ejemplo, se puede prohibir la eliminación de las aguas negras y los materiales tóxicos o peligrosos, requerir que las estructuras tengan protección contra inundaciones, y rechazar la construcción de los edificios y caminos privados que puedan exacerbar los efectos de las inundaciones.
Las ordenanzas sanitarias y de la construcción pueden, además, contemplar especificaciones adicionales en cuanto al manejo de la zona aluvial. Las ordenanzas sanitarias pueden reducir el riesgo de los problemas de salud, que se originarán de la contaminación del agua potable luego de una interrupción en los sistemas de alcantarillado, a causa de la inundación. Las ordenanzas pueden prohibir la instalación de sistemas de absorción por el suelo (tanques sépticos, campos de absorción, etc) o requerir un permiso para su instalación. Las ordenanzas de la construcción pueden especificar los requerimientos estructurales de los edificios nuevos, para reducir su vulnerabilidad a la inundación, y disminuir los riesgos sanitarios y de seguridad para los ocupantes (p.ej. los reglamentos en cuanto a las instalaciones eléctricas y elevación de los pisos), y reducir al mínimo el grado en que el edificio impida el flujo de las aguas.
Para poder aplicar las medidas no estructurales necesarias para controlar las inundaciones, debe existir control sobre el uso del terreno, y, por lo tanto, es una cuestión institucional. Las medidas no estructurales pueden ser efectivas en el grado en que el gobierno sea capaz de diseñar e implementar el uso adecuado del terreno.
Finalmente, se pueden realizar diferentes actividades que ayudarán a reducir o demorar el flujo del agua de los terrenos, y aumentar la infiltración, y, por eso, reducir el riesgo de inundación. Estas actividades incluyen el manejo de la cuenca hidrográfica (p.ej. aumentar la cubierta vegetal, especialmente en las pendientes, mejorar las prácticas agrícolas, implementar medidas para controlar la erosión de los arroyos, etc ) sembrar plantas junto a las orillas de los ríos, y proteger y restringir el acceso a las tierras húmedas que ejercen un efecto natural para controlar las inundaciones.

## Aspectos sociales
El principal aspecto social que se relaciona con la protección contra inundaciones, es la distribución desigual de los beneficios que se reciben, y los costos que se ocasionan entre las poblaciones afectadas por las medidas tomadas para controlarlas. Cuando los usos tradicionales de los terrenos aluviales para la pesca, la agricultura, o la ganadería, dependen de los ciclos naturales de inundación, estos se interrumpen debido a las medidas tomadas para proteger las otras comunidades (a menudo urbanas), a fin de controlar las inundaciones, y los campesinos no reciben la compensación adecuada por las pérdidas causadas.
Los moradores de las zonas aluviales reciben el mayor impacto del aumento de la inundación, causado por los cambios en el uso de la tierra, implementados por otros, aguas arriba; sin embargo, generalmente, tienen menos poder para producir cambios o exigir que el gobierno intervenga a su favor.

## Determinación de la extensión de la zona aluvial y de la frecuencia de las inundaciones
A fin de evaluar el riesgo de inundación, hay que calcular la probabilidad de sufrir inundaciones de diferentes magnitudes en el sitio. Se requiere la siguiente información:
- el flujo anual máximo (el caudal máximo que haya ocurrido en un año específico) del río;
- el intervalo de reincidencia de los diferentes caudales picos (el promedio del intervalo de tiempo (Tr), después del cual sea probable que ocurra el pico), y
- el nivel o elevación máximo de la superficie del agua (o los límites físicos de las inundaciones) para cada caudal específico.

Como los datos estadísticos sobre los caudales máximos (se requiere la información de un período un mínimo de 10 años) y la extensión de las inundaciones para los diferentes caudales, a menudo, no están disponibles, se puede recolectar la información histórica de los residentes y archivos locales, y analizar la geología de los depósitos aluviales, para ayudar a determinar el período y la extensión de las inundaciones del área. Luego, se pueden preparar mapas, indicando las áreas susceptibles a inundación. Estos mapas son útiles para preparar los planes de uso y los reglamentos para las tierras del área.